# 이천단월초등학교
이천단월초등학교는 대한민국 경기도 이천시 단월동에 있는 공립 초등학교이다.

## 학교 연혁
- 1954년 4월 13일 단월국민학교(5학급) 개교
- 1985년 3월 1일 병설유치원(1학급) 개원
- 1991년 3월 1일 특수학급(1학급) 인가
- 1996년 3월 1일 단월초등학교로 개칭
- 2012년 1월 7일 Wee클래스 설치
- 2016년 3월 1일 제15대 김정호 교장 부임
- 2020년 1월 3일 병설유치원 35회 졸업식
- 2020년 1월 9일 초등학교 65회 졸업식
- 2020년 3월 1일 초등 6학급, 특수 1학급 편성
- 2024년 4월 13일 개교 70주년

## 참고 자료
- 이천단월초등학교 - 한국교육학술정보원 학교알리미